# Lotzwil

Photo aérienne (1970)

Lotzwil est une commune suisse du canton de Berne, située dans l'arrondissement administratif de Haute-Argovie.

## Patrimoine bâti
Église protestante transformée par Abraham Dünz l'Aîné (1680-1681).